# Visone
Visone är en ort och kommun i provinsen Alessandria i regionen Piemonte i Italien. Kommunen hade 1 237 invånare (2018).